# Periktione
Periktione (gr.:Περικτιόνη) – matka greckiego filozofa Platona żyjąca w V w. p.n.e.
Potomkini Solona, prawodawcy ateńskiego. Była żoną Aristona, miała z nim trzech synów – Glaucona, Adeimantusa i Platona, oraz córkę Potone. Po śmierci Aristona, wyszła ponownie za mąż za Pyrilampesa, ateńskiego męża stanu i jej stryja. Miała z nim piąte dziecko, Antyfona. Antyfon pojawia się w dialogu Parmenides Platona.
Dwa rzekome dzieła przypisywane Perictione przetrwały we fragmentach. Są to O harmonii kobiety i O Mądrości. Prace te nie są datowane na ten sam okres i zwykle przypisywanie są Perictione I i Perictione II. Obie prace należą do literatury pseudopitagorejskiej. O harmonii kobiet, dotyczy obowiązków kobiety w stosunku do męża, do małżeństwa i do rodziców, napisana jest dialektem jońskim języka greckiego i prawdopodobnie pochodzi z końca IV lub III wieku p.n.e.. O Mądrości zawiera filozoficzną definicję mądrości i jest napisana dialektem doryckim i prawdopodobnie pochodzi z III lub II wieku p.n.e..